# Сім мадярів

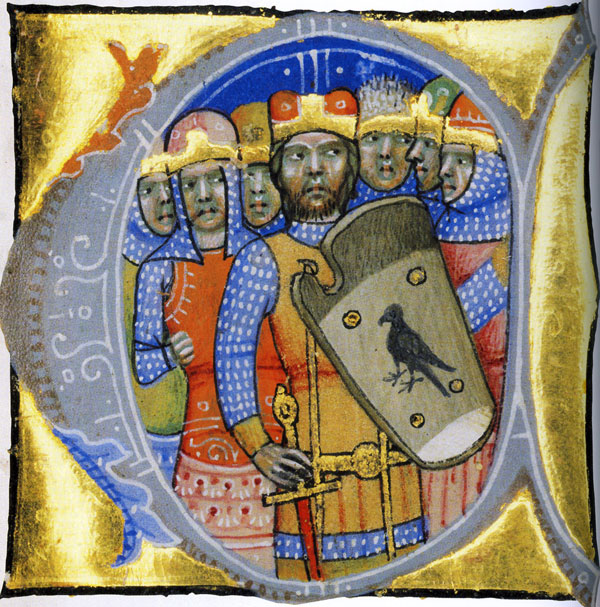
Зображення семи мадярів у «Chronicon Pictum»

Сім мадярів, або Сім вождів мадярів — лідери семи давньоугорських племен в час їхнього прибуття до Паннонського басейну приблизно у 896 році. Константин VII, імператор Візантії, згадав вождів у своїй праці «Про управління імперією». Однак імена усіх вождів точно не відомі, оскільки різні історичні джерела подають різні дані.

## Вожді
Константин VII не називає імен вождів угорських племен, проте описує деякі аспекти їхньої діяльності.

### За Анонімом
Угорський хроніст Анонім, автор праці «Gesta Hungarorum», називає імена семи мадярських вождів:
- Алмош, батько Арпада;
- Елед, батько Саболча;
- Онд, батько Ете;
- Конд, батько Курсана та Каплона;
- Таш, батько Лела;
- Тетень, батько гарки.

Найімовірніше, більшість осіб із цього списку були справжніми й мали важливу роль, проте сам список є загалом неправдивим. Костянтин VII називає Таша онуком Арпада. Взаємини між давньоугорськими вождями є об'єктом дискусій між істориками.

### За Шімоном із Кези
Угорський хроніст Шімон із Кези називає сімох мадярів, які очолили сім племен, у праці «Gesta Hunnorum et Hungarorum»:
- Арпад, син Алмоша, який був сином Еледа, сина Ідьєка;
- Саболч;
- Дьюла;
- Ерш;
- Конд, батько Курсана й Каплона;
- Лел;
- Вербулчу.

Цей список менш імовірний, ніж список Аноніма, оскільки тільки Арпад і Саболч жили в час угорського завоювання.

### За Марком Калтським
Хроніст Марк Калтський називає сімох вождів племен у «Chronicon Pictum»:

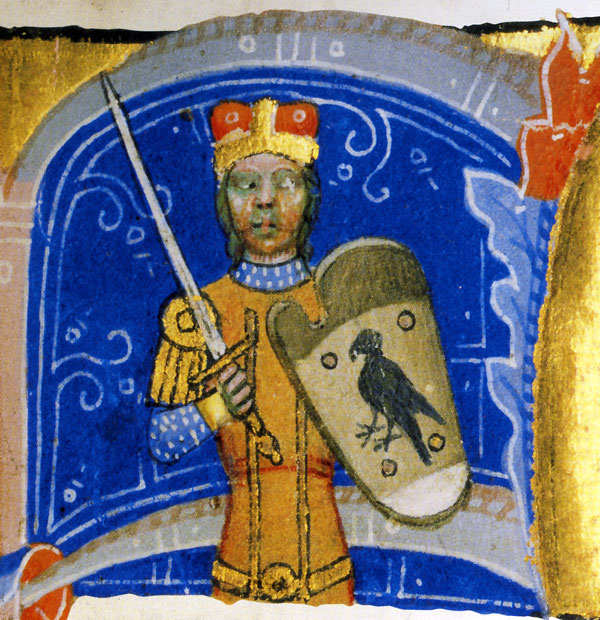
Арпад
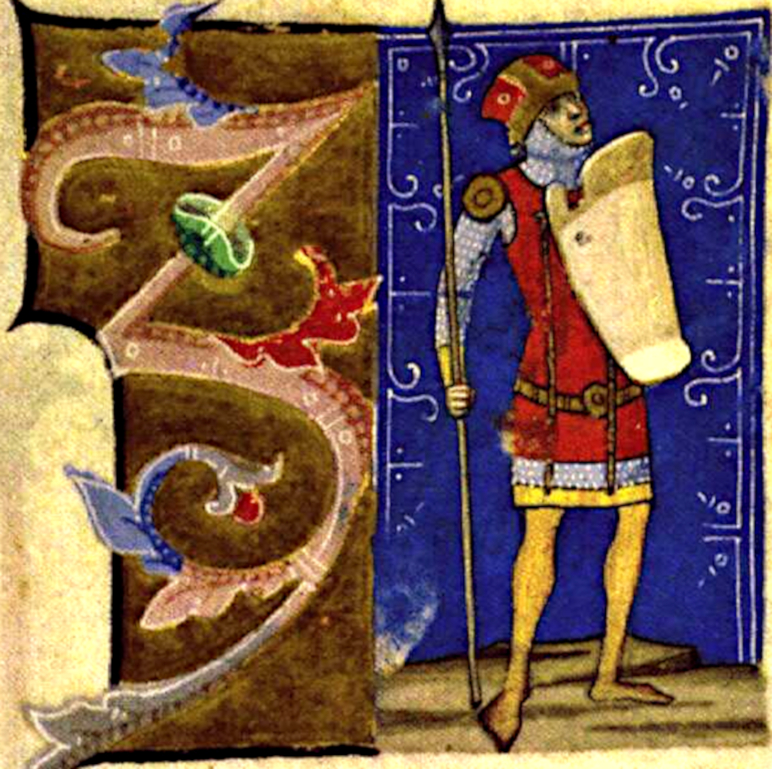
Саболч
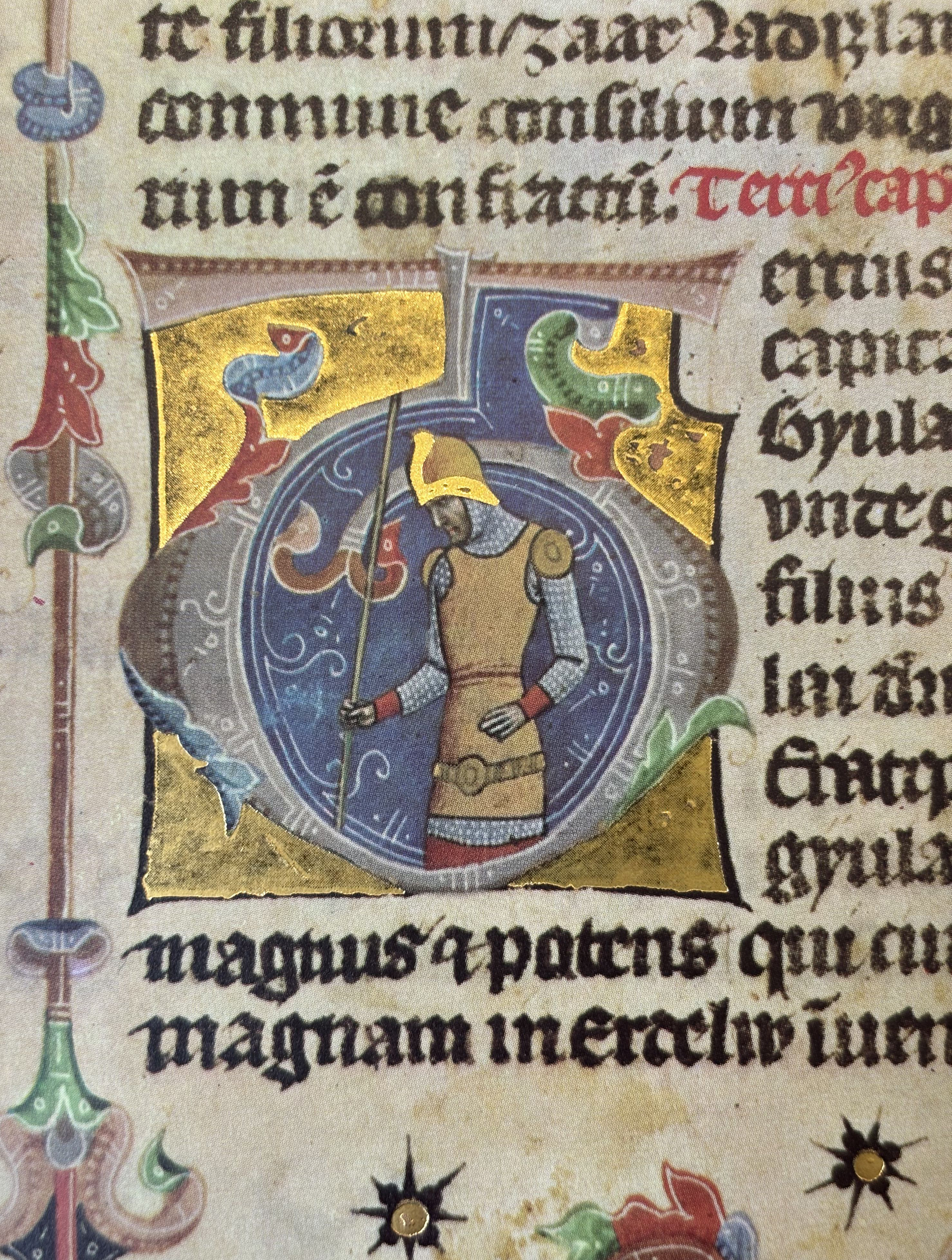
Дьюла
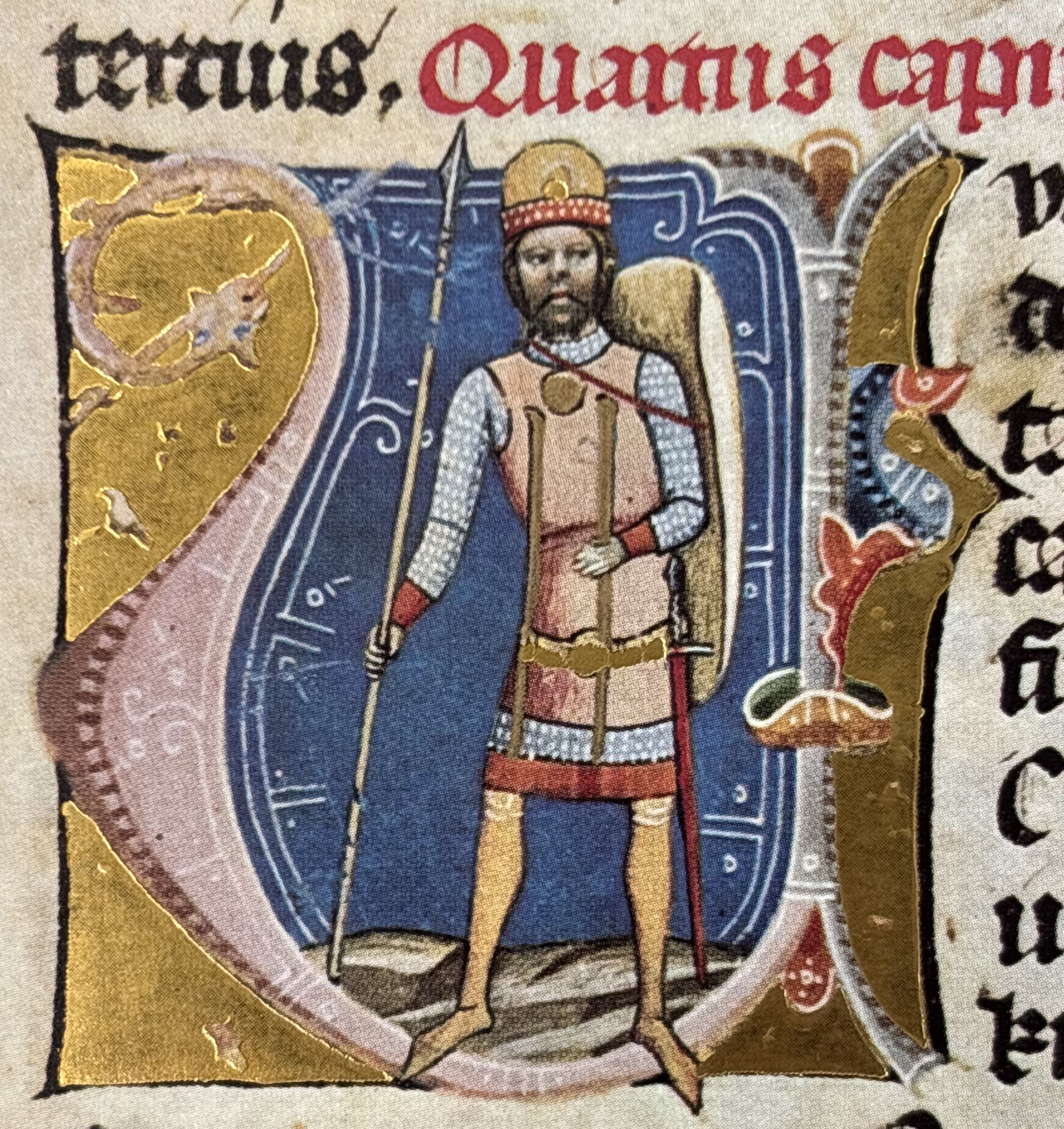
Конд
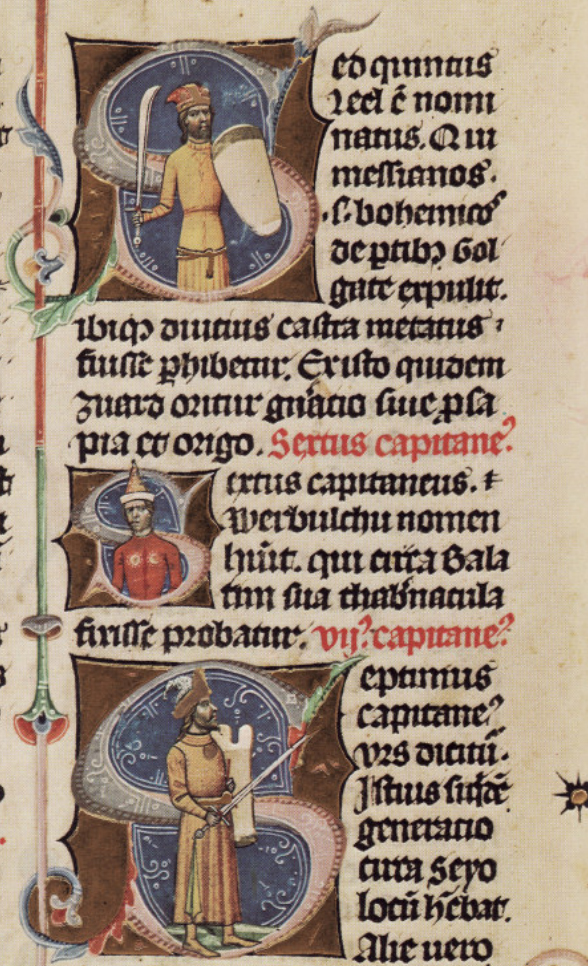
Лел, Булчу та Ерш

### За Яношем Туроці
Хроніст Янош Туроці називає сімох вождів у праці «Chronica Hungarorum»:

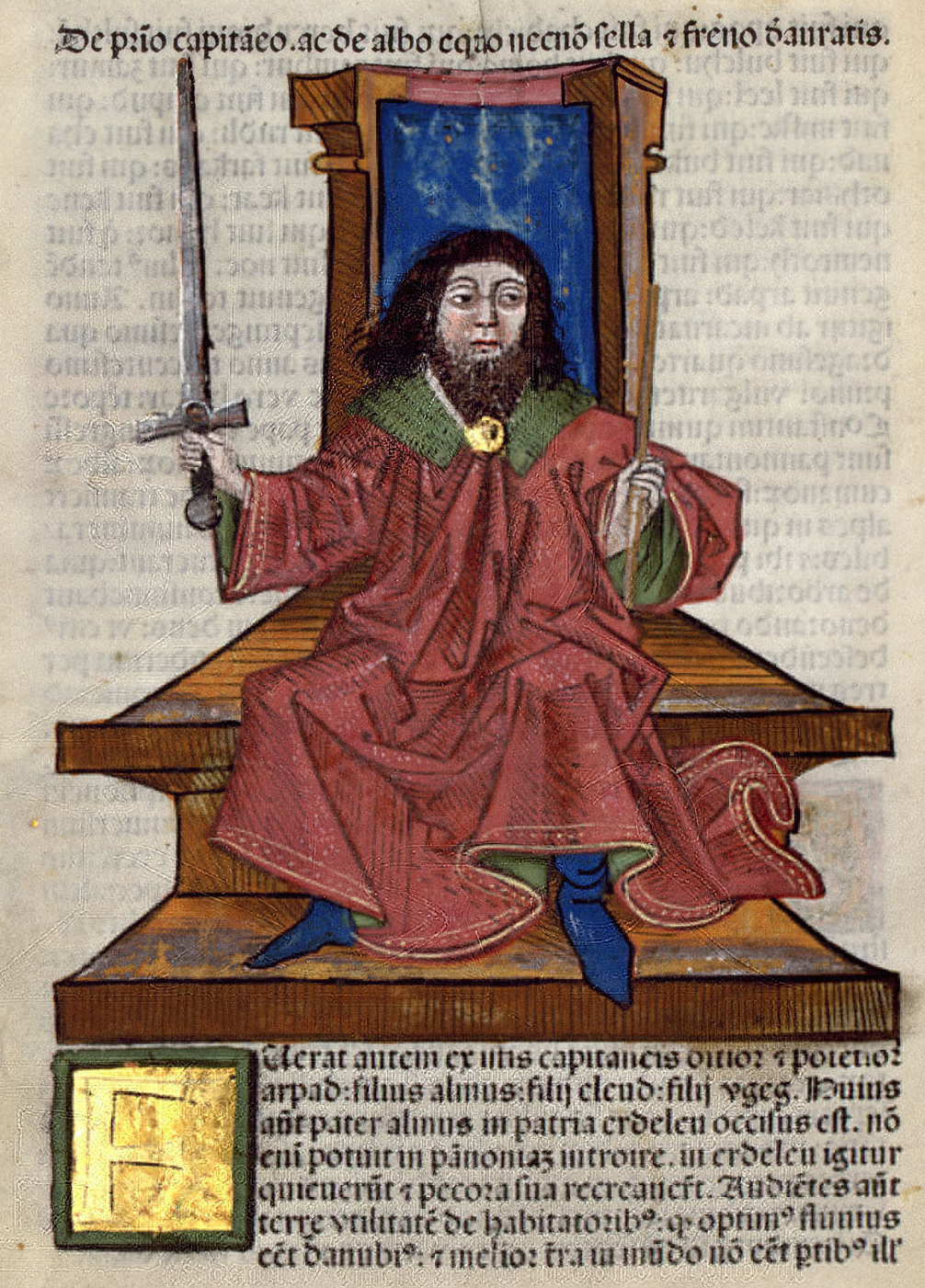
Арпад
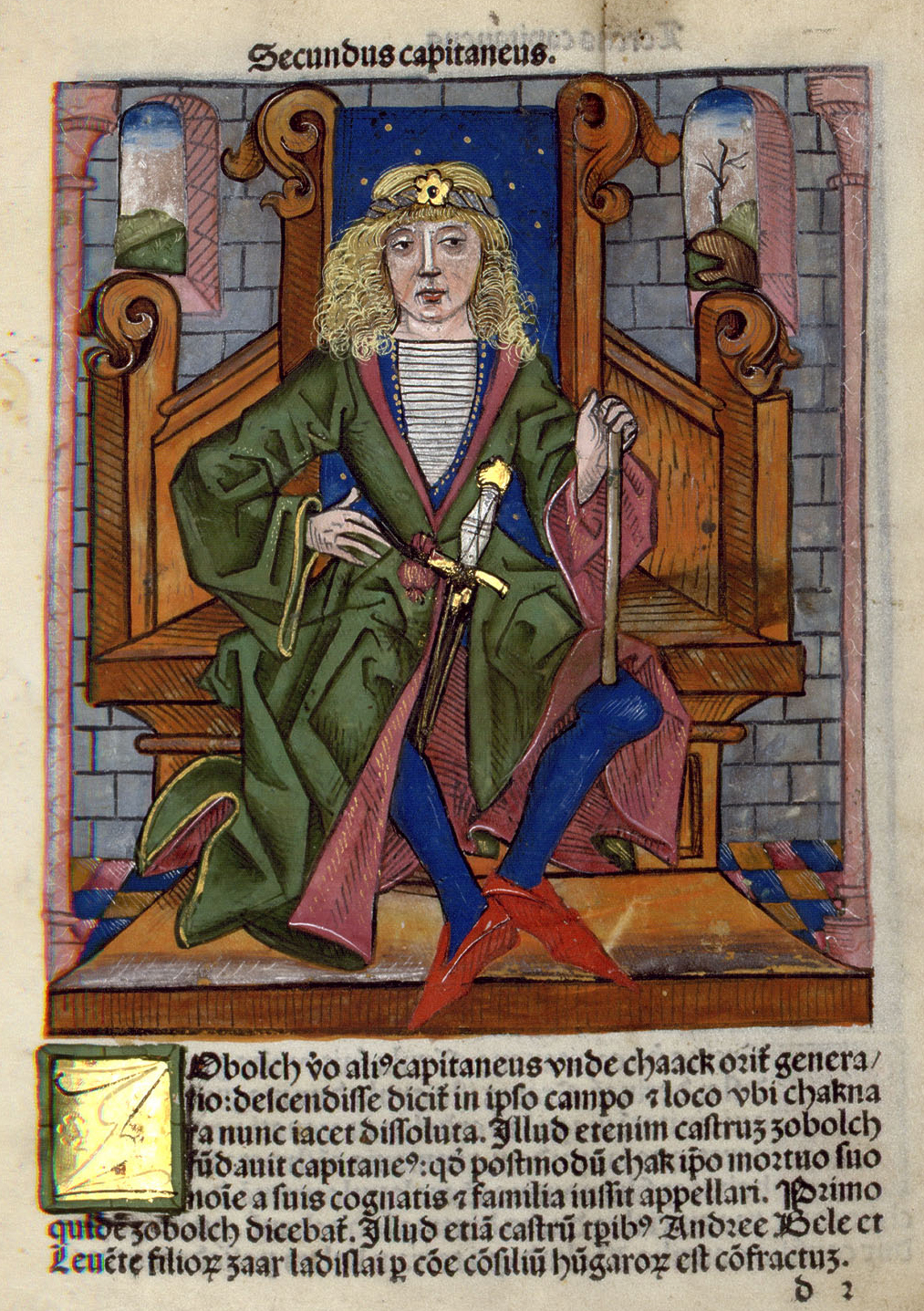
Саболч
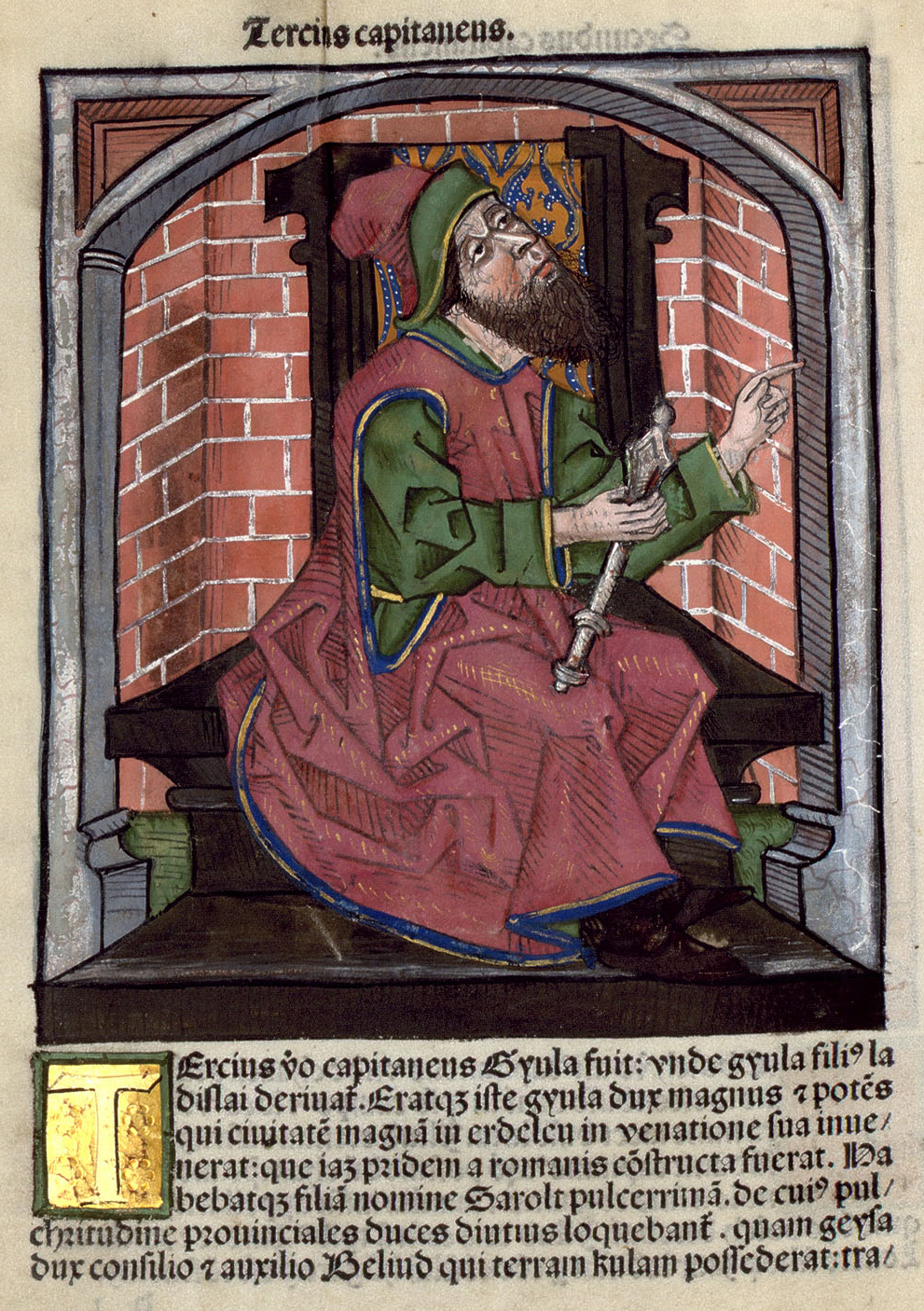
Дьюла
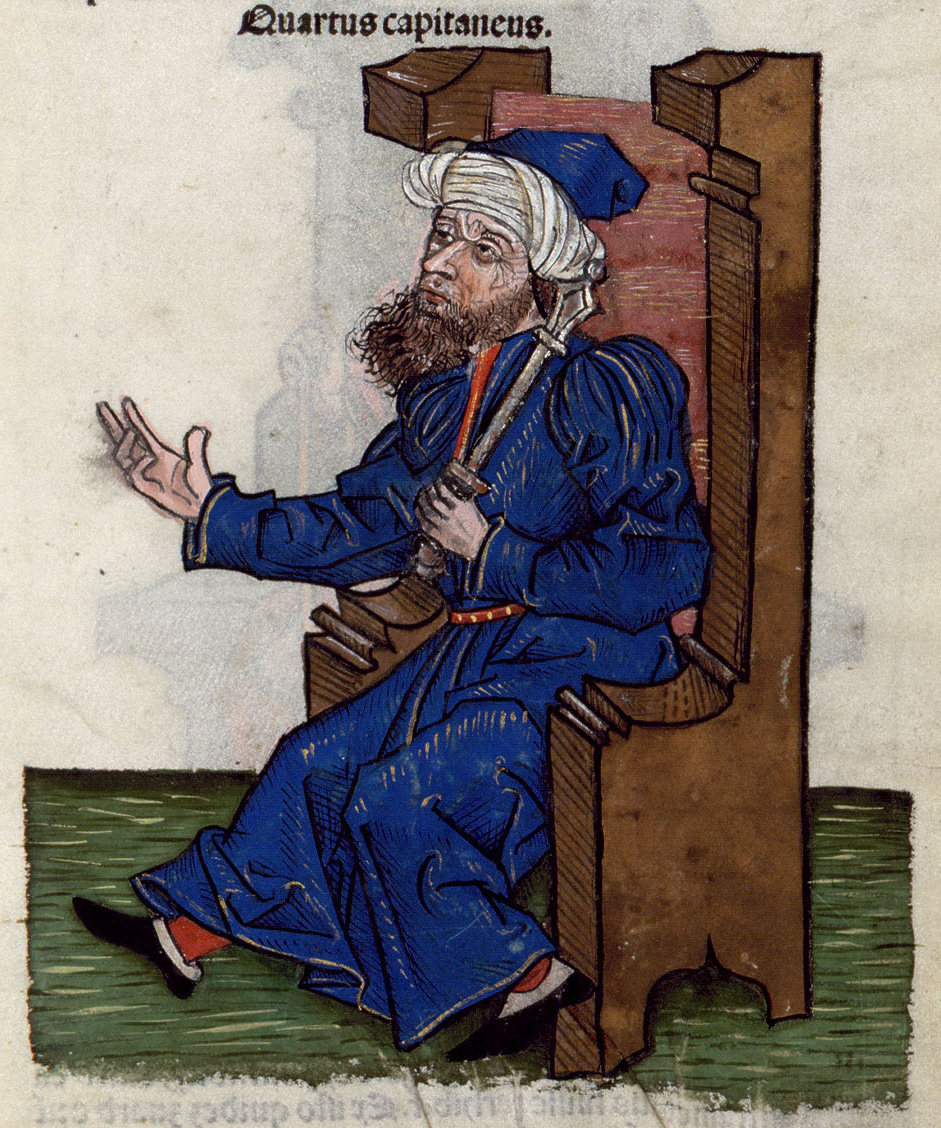
Конд
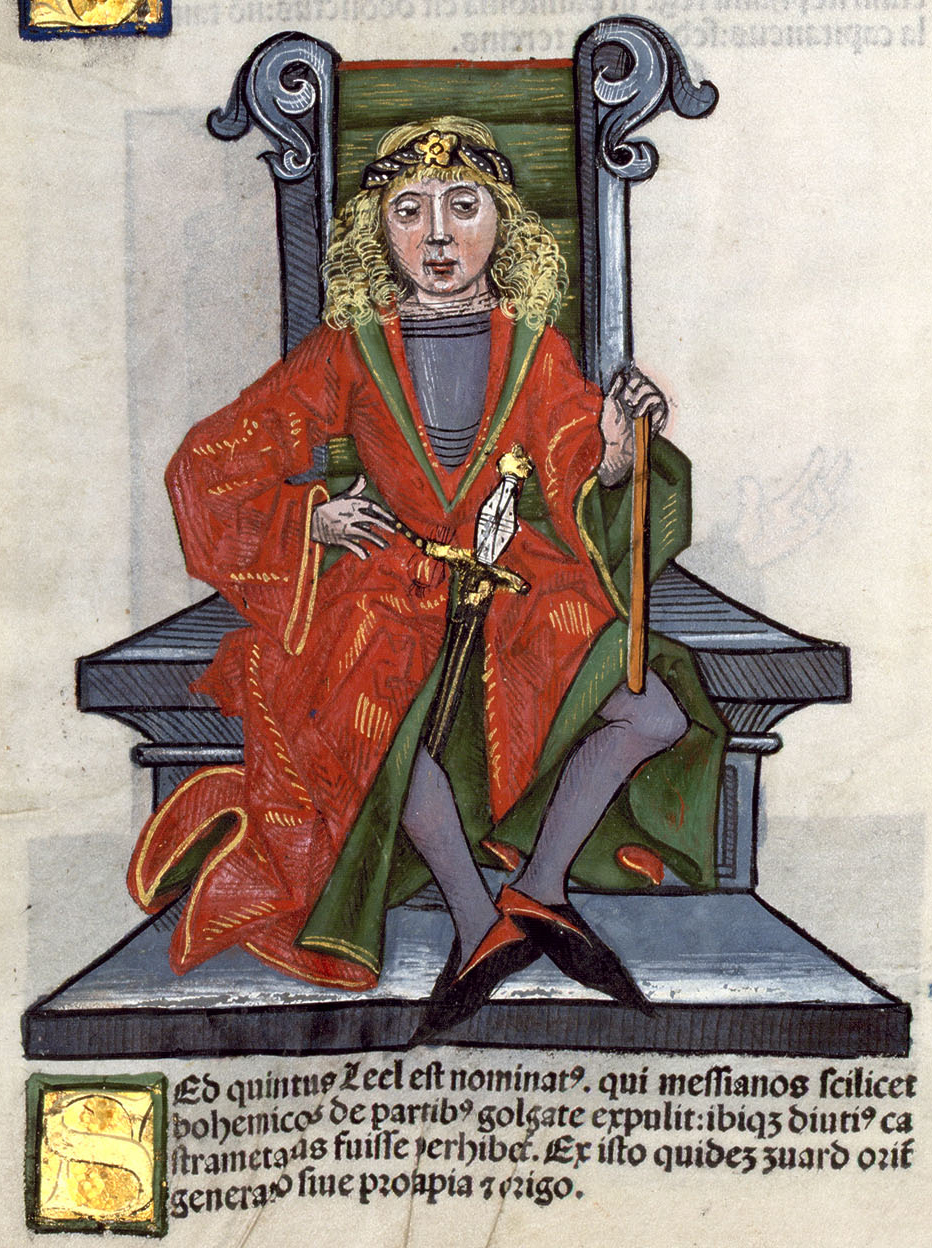
Лел
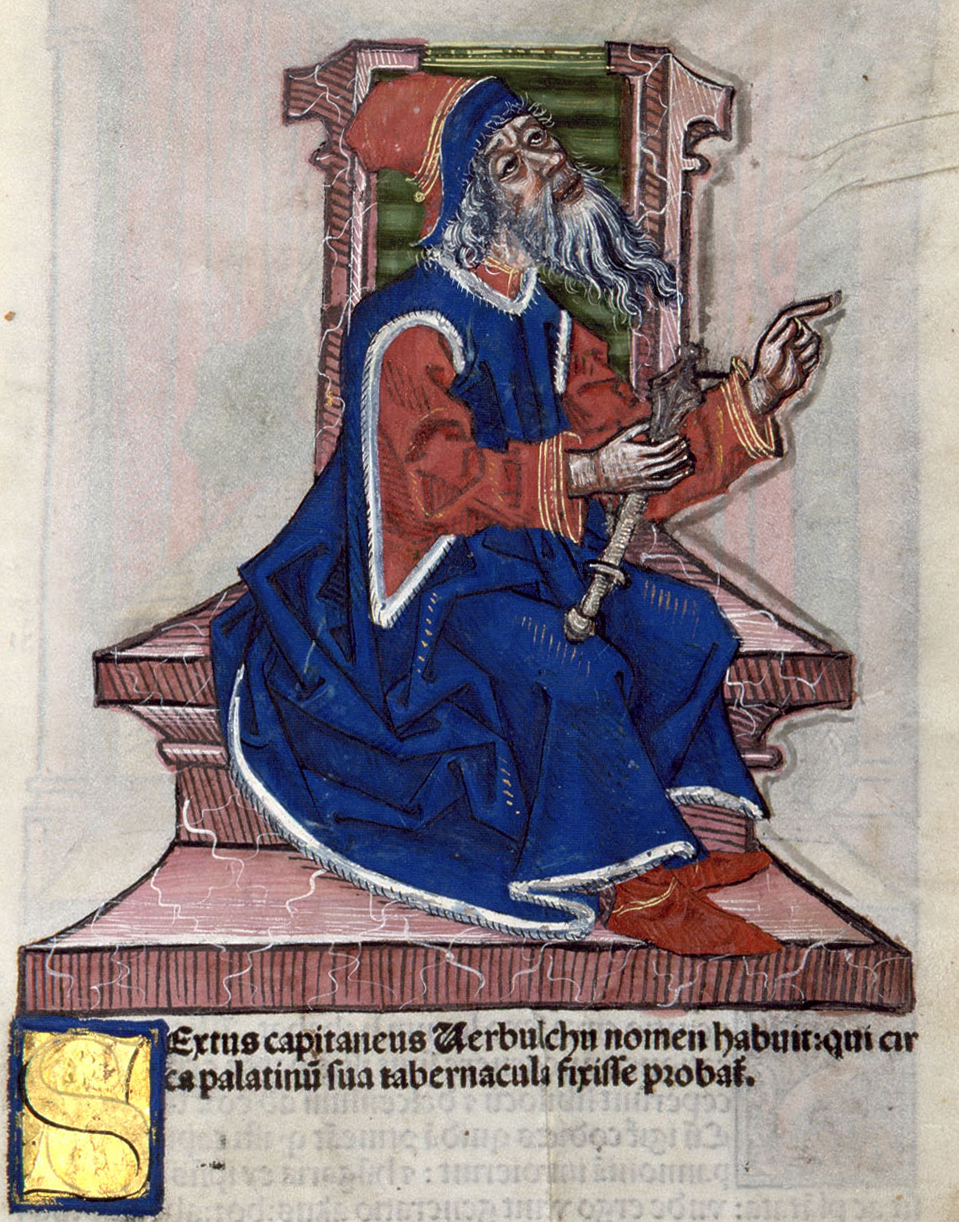
Вербулчу
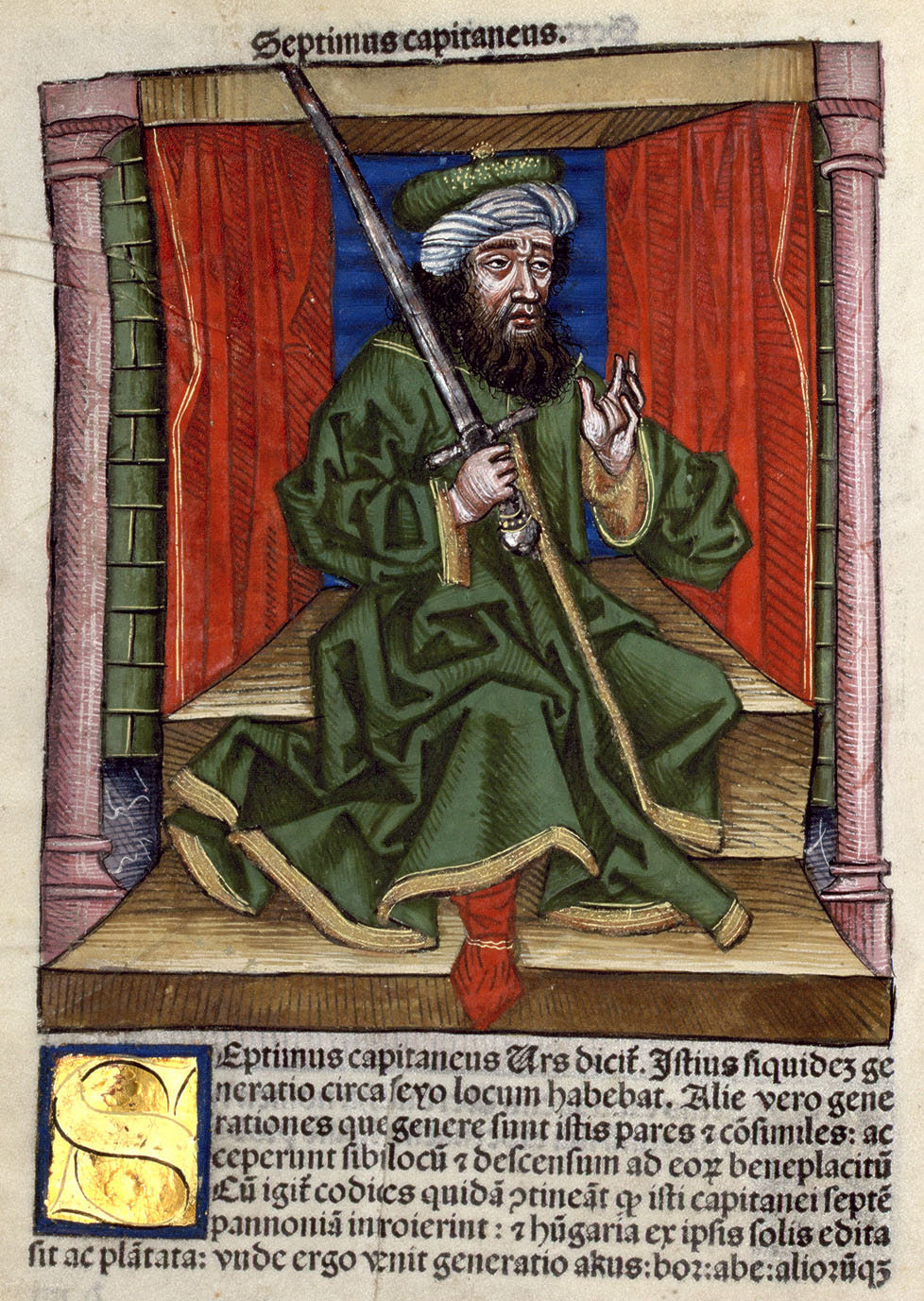
Ерш

### У «Мавзолеї Надашди»
«Мавзолей Надашді» — це серія портретів гуннських і угорських вождів і королів у повний зріст, опублікована в Нюрнберзі в 1664 році. Сім мадярів згадані там:

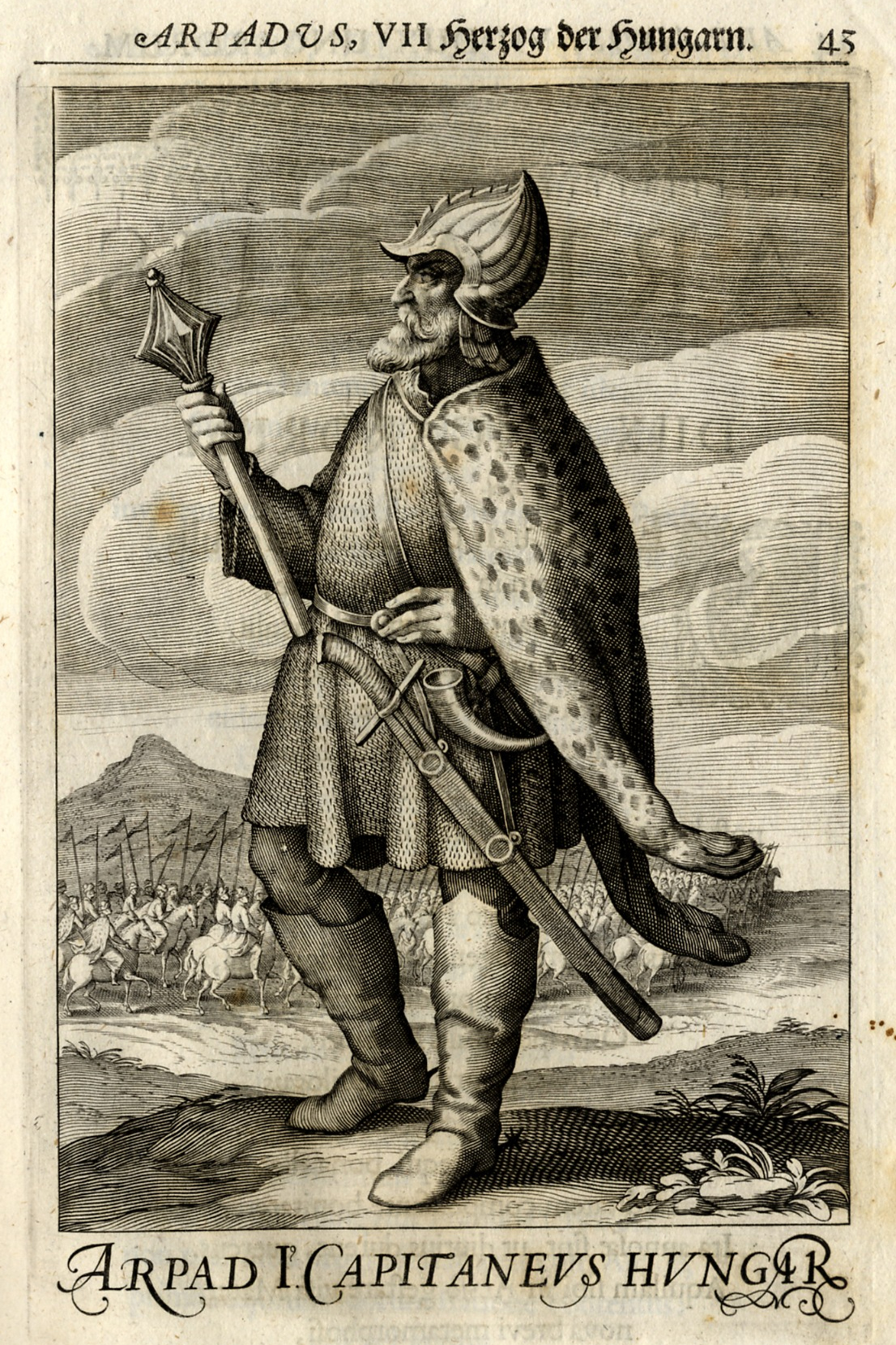
Арпад
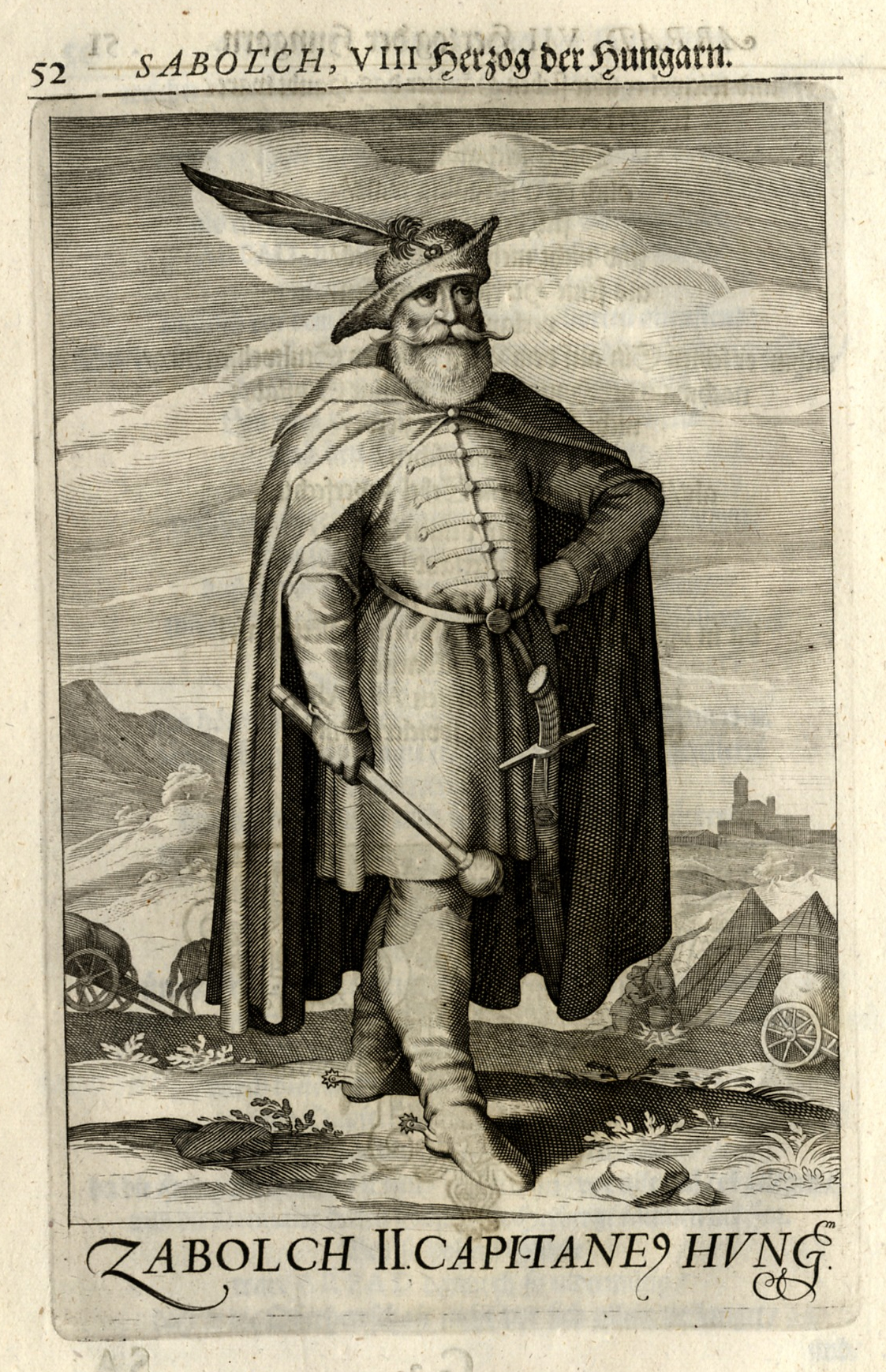
Саболч
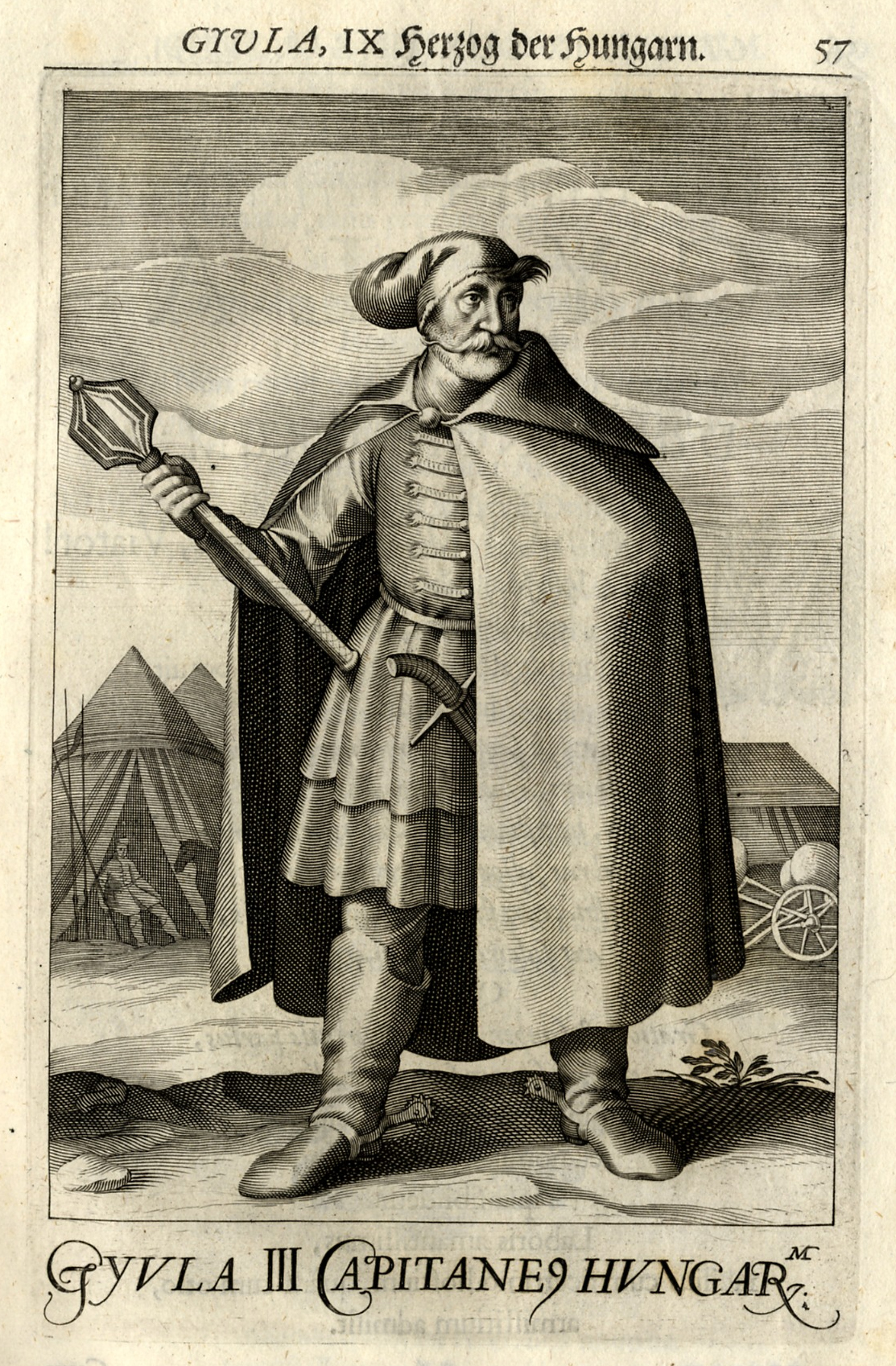
Дьюла
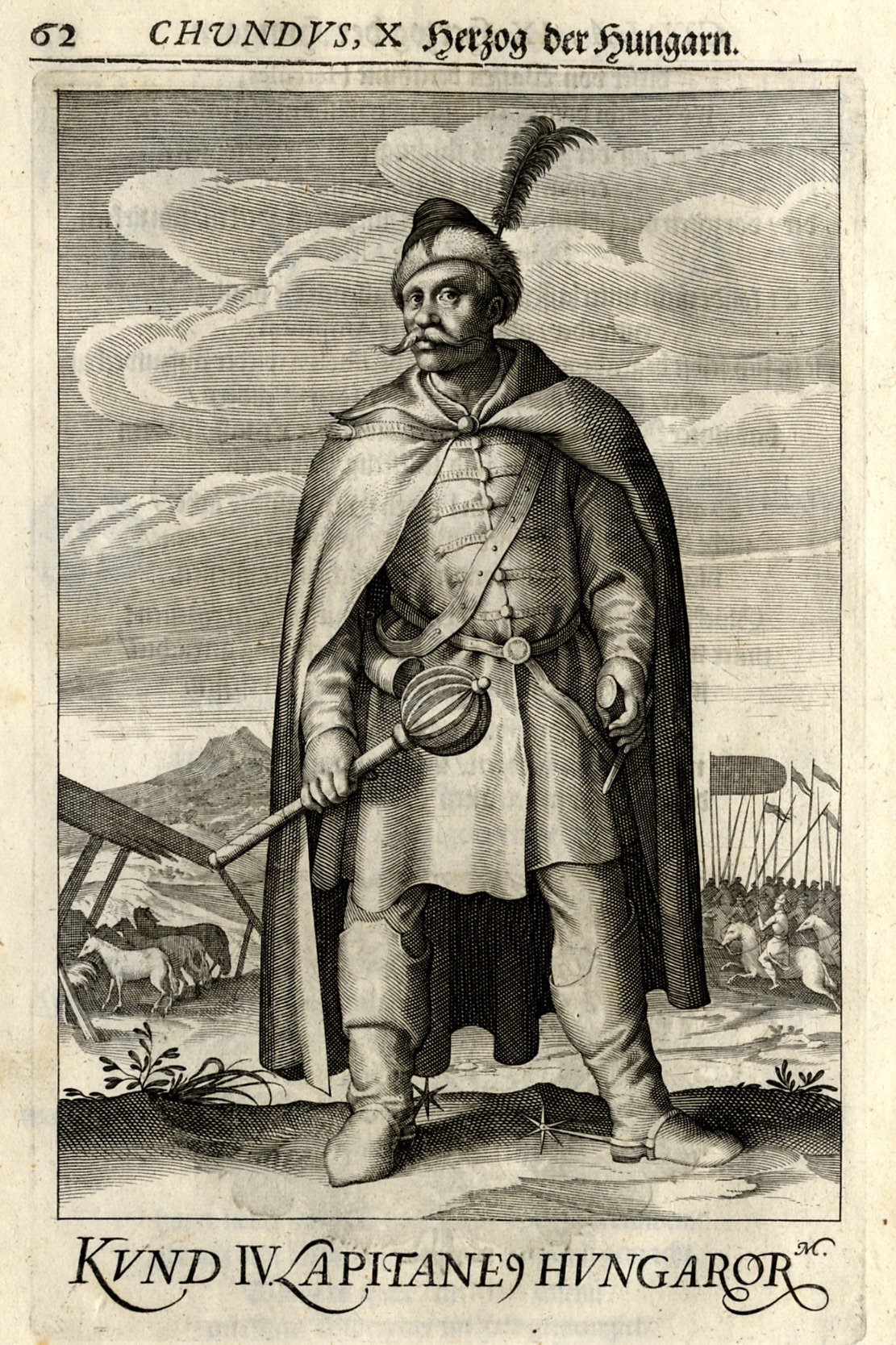
Конд
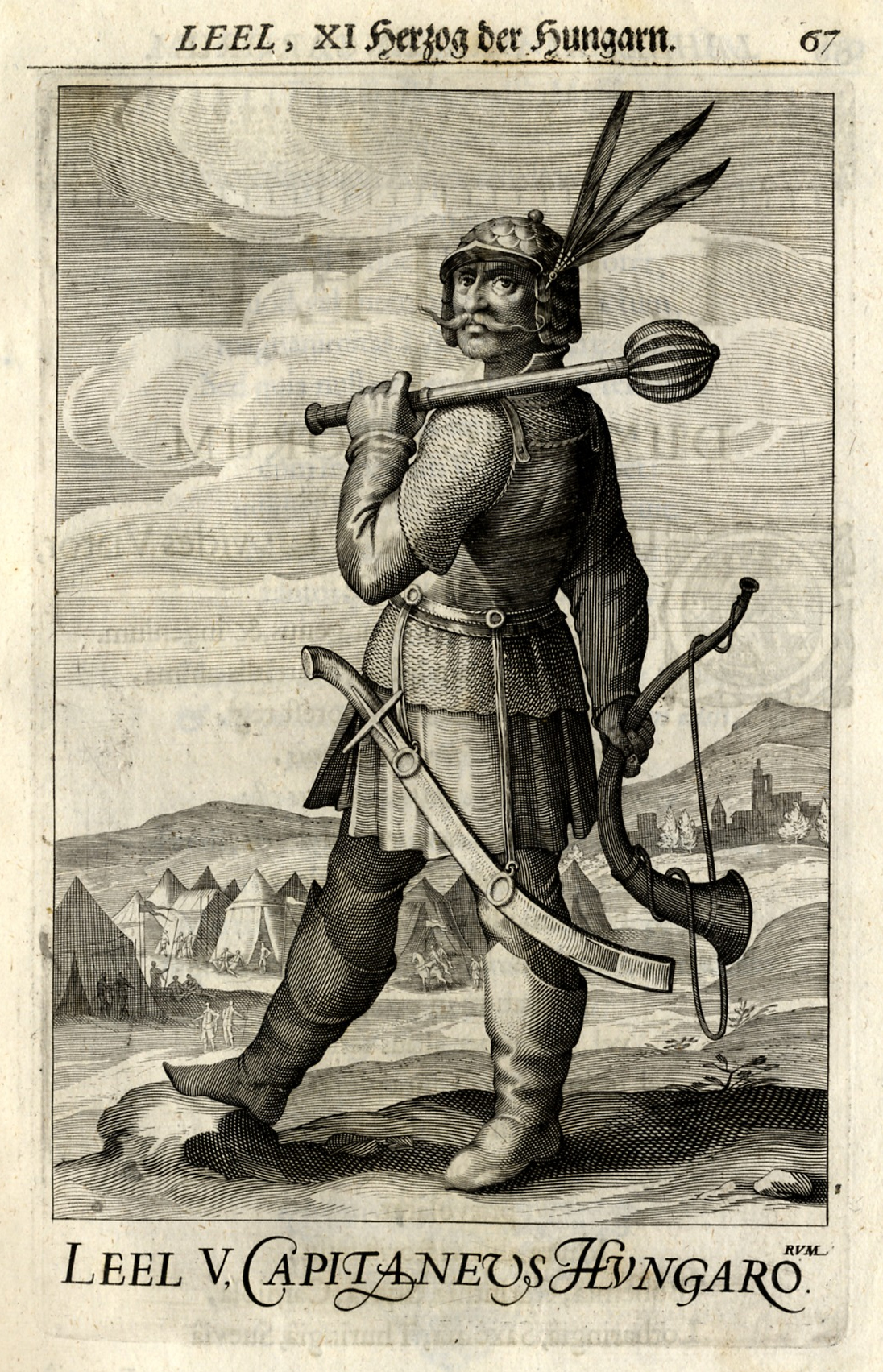
Лел
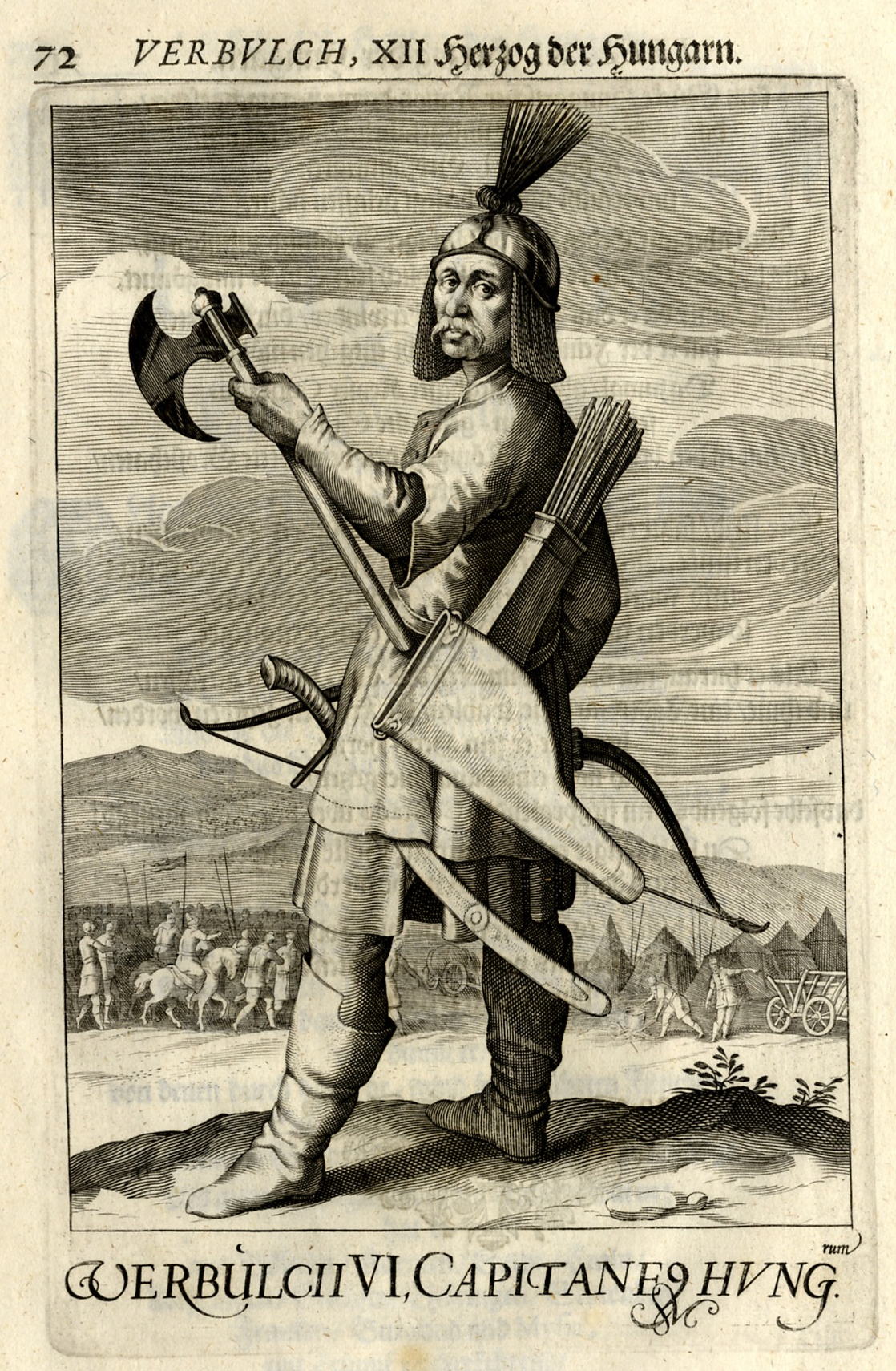
Вербулчу
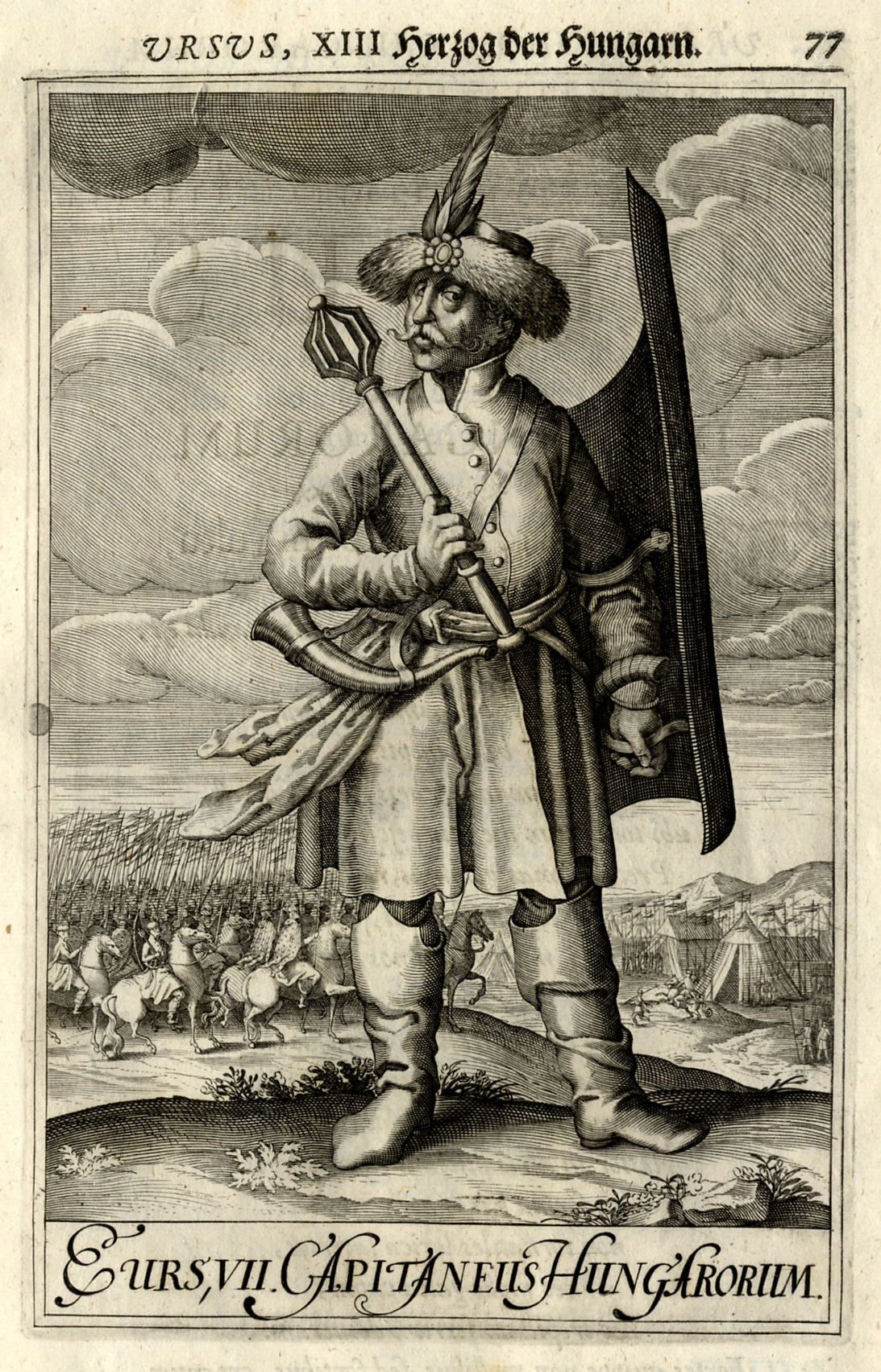
Ерш

## Статуї

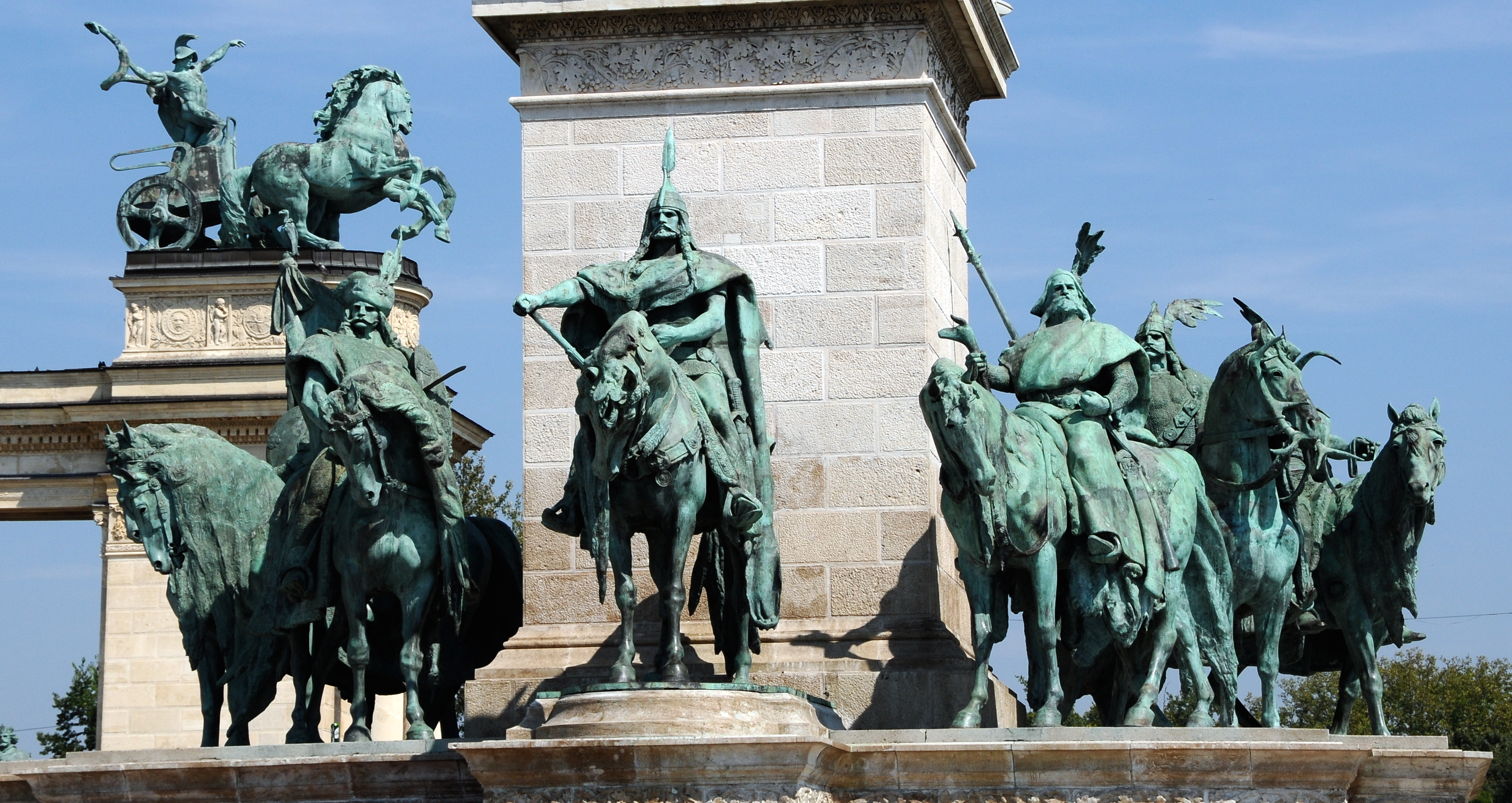
Сім мадярів на площі Героїв у Будапешті

На площі Героїв у Будапешті зображені, серед інших видатних угорських діячів, сім мадярів, розміщені біля центральної колони. Попереду стоїть засновник королівської династії Арпад, а поряд — Елед, Онд, Конд, Таш, Губа та Тегетем (Тетень).